# 4월 19일
4월 19일은 그레고리력으로 109번째(윤년일 경우 110번째) 날에 해당한다.

## 사건
- 1241년 - 몽골군과 유럽 연합군의 전투인 레그니차 전투가 발발하다.
- 1587년 - 프랜시스 드레이크 제독이 지휘하는 영국 해군이 스페인 카디즈에서 무적 함대를 격파하였다.
- 1775년 - 미국 독립 전쟁의 첫 전투인 렉싱턴 전투가 일어났다.
- 1948년 - 미얀마 유엔 가입.
- 1960년 - 대한민국에서 4.19 혁명이 일어나다.
- 1989년 - 미국 해군 전함 BB-61 아이오와 호의 포신이 폭발하여 47명의 수병이 사망하였다.
- 1991년 - 대한민국 제주도에서 한반도의 냉전종식 등에 대해 논의하는 한국·소련 정상회담을 가졌다.
- 1993년
  - 논산정신병원 화재가 발생했다.
  - 미국 텍사스주 웨이코에서 연방경찰과 다윗교 사이에 51일간의 대치 끝에 다윗파가 점거하던 건물에 화재가 발생, ATF 요원 4명 포함 86명이 사망하였다.
- 1995년 - 오클라호마 폭탄 테러사건이 일어났다.
- 1999년 - 독일 연방의회가 베를린으로 돌아왔다.
- 2004년 - 김종필이 자유민주연합 총재직을 사퇴하며 정계 은퇴를 선언했다.
- 2005년 - 교황 베네딕토 16세 착좌.

## 문화
- 1964년 - 스포츠카 포드 머스탱이 첫선을 보였다.
- 2007년 - 프로야구에서 조웅천이 최초로 700경기를 등판하였다.
- 2008년 - 한국 최초 우주인인 이소연이 지구로 귀환했다.
- 2011년 - 대한민국의 걸그룹 에이핑크가 데뷔하다.
- 2014년 - 일본에서 짱구는 못말려 극장판: 가친코! 역습의 로봇 아빠가 개봉했다.
- 2018년 - 스와질란드가 국호를 에스와티니로 변경했다.

## 탄생
- 1686년 - 러시아의 작가 바실리 타시셰프. (~1750년)
- 1793년 - 오스트리아 제국의 황제 페르디난트 1세. (~1875년)
- 1879년 - 일본의 슈퍼센티네리언, 최장수인 기무라 지로에몬. (~2013년)
- 1886년 - 일본 제국 육군의 군인, 외교관 오시마 히로시. (~1975년)
- 1889년 - 독일의 법학자 오토 게오르크 티라크. (~1946년)
- 1892년 - 대한민국의 독립 운동가 황애덕. (~1971년)
- 1921년 - 로버트 맥스웰. (~2012년)
- 1926년 - 대한민국의 인권운동가, 일본군 위안부 피해자 김복동. (~2019년)
- 1927년 - 미국의 배우 코라 수 콜린스. (~2025년)
- 1930년 - 미국의 배우 로즈 리즌. (~2014년)
- 1931년 - 미국의 컴퓨터 과학자 프레더릭 브룩스. (~2022년)
- 1932년 - 콜롬비아의 조각가 페르난도 보테로. (~2023년)
- 1933년 - 미국의 배우 제인 맨스필드. (~1967년)
- 1938년 - 대한민국의 기업인 정몽구.
- 1939년
  - 대한민국의 정치인 박찬종.
  - 이란의 정치인 알리 하메네이.
- 1941년 - 대한민국의 정치인 박병윤. (~2022년)
- 1943년 - 일본의 기업인 야노 히로타케. (~2024년)
- 1946년 - 영국의 배우 팀 커리.
- 1947년 - 미국의 피아노 연주자 머리 퍼라이아.
- 1954년 - 대한민국의 가수, 성우 한경애.
- 1956년 - 영국의 가수 폴 마리오 데이. (~2025년)
- 1957년 - 일본의 전 정치인 이시하라 노부테루.
- 1958년 - 대한민국의 희극인 겸 방송인 주병진.
- 1959년 - 대한민국의 기자 출신 정치인 전여옥.
- 1964년 - 대한민국의 전 야구 선수, 야구해설가 이용철.
- 1965년 - 프랑스의 소프라노 가수 나탈리 드세이.
- 1966년 - 대한민국의 가수 박남정.
- 1967년
  - 대한민국의 배우 김덕현.
  - 대한민국의 정치인 진성준.
- 1968년
  - 일본의 축구 선수 다카쿠라 아사코.
  - 에스와타니의 국왕 음스와티 3세.
- 1969년
  - 미국의 배우, 연출가 섀넌 리.
  - 미국의 언어학자 앤드루 카니.
- 1970년
  - 멕시코의 라틴 팝 가수 루이스 미겔.
  - 대한민국의 성우 이상헌.
- 1971년 - 대한민국의 싱어송라이터 유희열.
- 1972년
  - 브라질의 축구 선수 히바우두.
  - 스위스의 알파인 스키 선수 조냐 네프.
- 1973년 - 대한민국의 아나운서 최영아.
- 1974년
  - 대한민국의 전 배구 선수 후인정.
  - 대한민국의 가수 이예린.
- 1975년 - 네덜란드의 필드 하키 선수 브람 로만스.
- 1978년
  - 아르헨티나의 축구 선수 가브리엘 에인세.
  - 미국의 배우 제임스 프랭코.
- 1979년
  - 대한민국의 가수 길건.
  - 미국의 배우 케이트 허드슨.
  - 대한민국의 성우 손정성.
  - 대한민국의 전 야구 선수, 현 야구 코치 김진수.
  - 대한민국의 가수 루루.
  - 일본의 성우 후루시마 키요타카.
- 1980년 - 일본의 전 축구 선수 히라마쓰 고헤이.
- 1981년 - 캐나다의 배우 헤이든 크리스텐슨.
- 1982년
  - 미국의 성우, 배우 커샌드라 모리스.
  - 대한민국의 리그 오브 레전드 프로게임단 지도자 강동훈.
- 1983년 - 대한민국의 야구 선수 이우선.
- 1984년 - 대한민국의 배우 이다해.
- 1985년
  - 일본의 성우 히라타 마나.
  - 대한민국의 축구 선수 김성민.
  - 미국의 프로레슬링 선수 카트리나.
- 1986년
  - 중국의 가수 조미.
  - 대한민국의 배우 이해인.
- 1987년
  - 러시아의 테니스 선수 마리아 샤라포바.
  - 영국의 탐험가 제임스 후퍼.
  - 영국의 축구 선수 조 하트.
- 1988년 - 일본의 가수, 배우 코지마 하루나(AKB48).
- 1989년 - 대한민국의 배우 박지훈. (~2020년)
- 1990년
  - 대한민국의 배우 임수향.
  - 대한민국의 가수 힘찬 (B.A.P).
  - 대한민국의 축구 선수 한국영.
  - 필리핀의 배우, 가수 킴 치우.
- 1991년
  - 대한민국의 유튜버 새송.
  - 대한민국의 가수 달리.
  - 대한민국의 배우, 모델 김현준.
  - 대한민국의 육상 선수 김국영.
- 1992년
  - 대한민국의 바둑 기사 김혜림.
  - 대한민국의 가수 하은.
  - 이탈리아의 축구 선수 루카 안테이.
- 1993년
  - 대한민국의 축구 선수 김선우.
  - 대한민국의 가수, 비디오 자키 가빈.
- 1994년
  - 대한민국의 전 가수 한아름 (티아라).
  - 대한민국의 전 가수 레이.(씨클라운)
  - 대한민국의 가수 송래퍼.
  - 일본의 가수 야나기 유리나.
  - 영국의 가수 프레야 라이딩스.
  - 대한민국의 아나운서 이영택.
- 1995년
  - 대한민국의 기상캐스터 전하린.
  - 일본의 배우 류신.
- 1997년 - 대한민국의 치어리더 임혜진.
- 1998년 - 중화인민공화국의 수영 선수 장위페이.
- 1999년 - 대한민국의 배우 최윤제.
- 2000년 - 대한민국의 사격 선수 박하준.
- 2001년 - 캐나다의 스노보드 선수 엘리오트 그롱댕.
- 2003년 - 대한민국의 치어리더 오윤솔
- 2004년 - 대한민국의 배우 김현빈.

### 미상
- 대한민국의 가수 헤이든.

## 사망
- 1054년 - 152대 로마의 교황 교황 레오 9세. (1002년~)
- 1390년 - 스코틀랜드 왕국의 왕 로버트 2세. (1316년~)
- 1446년 - 세종의 정비 소헌왕후. (1395년~)
- 1578년 - 일본 센고쿠 시대 무장 우에스기 겐신. (1530년~)
- 1598년 - 일본 센고쿠 시대 무장 롯카쿠 요시카타. (1521년~)
- 1604년 - 일본 센고쿠 시대 무장 구로다 요시타카. (1540년~)
- 1768년 - 이탈리아의 화가 카날레토. (1697년~)
- 1824년 - 영국의 시인 바이런 경. (1788년~)
- 1881년 - 영국의 정치가이자 작가 벤저민 디즈레일리. (1804년~)
- 1882년 - 영국의 생물학자 찰스 다윈. (1809년~)
- 1906년 - 프랑스의 물리학자, 노벨상 수상자 피에르 퀴리. (1859년~)
- 1946년 - 일본제국의 군인 안도 리키치. (1884년~)
- 1958년 - 대한민국의 문학평론가 고석규. (1932년~)
- 1983년 - 폴란드의 작가 예지 안제예프스키. (1909년~)
- 1988년 - 대한민국의 독립운동가 권기옥. (1901년~)
- 1992년 - 영국의 배우 베니 힐. (1924년~)
- 1993년 - 미국의 종교인 데이비드 코레시. (1959년~)
- 2000년 - 대한민국의 군인, 정치인 김복동. (1933년~)
- 2003년 - 이탈리아의 추기경 아우렐리오 사바타니. (1912년~)
- 2016년
  - 대한민국의 작가 신봉승. (1933년~)
  - 칠레의 제36대 대통령 파트리시오 아일윈. (1918년~)
- 2018년 - 예맨의 정치인 살레 알리 알사마드. (1979년~)
- 2019년 - 일본의 변호사 야스오카 오키하루. (1939년~)
- 2020년
  - 대한민국의 배우 김홍석. (1957년~)
  - 프랑스의 영화배우 필리프 나옹. (1938년~)
- 2021년
  - 대한민국의 공군참모총장 김상태. (1930년~)
  - 인도의 언어학자 간잠 벵카타수바이아. (1913년~)
  - 미국의 제42대 부통령 월터 먼데일. (1928년~)
- 2022년 - 대한민국의 의사 안영모. (1930년~)
- 2024년
  - 미국의 철학자 대니얼 데닛. (1942년~)
  - 시리아의 우주비행사 무함마드 파리스. (1951년~)
- 2025년 - 독일의 페어스케이터 타실로 티르바흐. (1956년~)

## 기념일
- 4·19 혁명 기념일: 대한민국
- 바르샤바 게토 봉기 추모일(Yom Hashoa): 1943년 4월 19일의 바르샤바 게토 봉기를 기리는 날, 폴란드
- 에스와티니 국호 확립 1주년 (독립 51주년)

## 같이 보기
- 전날: 4월 18일 다음날: 4월 20일 - 전달: 3월 19일 다음달: 5월 19일
- 음력: 4월 19일
- 모두 보기